# نیون‌دخت
نیوَن‌دخت یا نیواندخت (پارسی میانه: Nēwanduxt) ، همسر قباد یکم ساسانی و مادر خسرو انوشیروان بود. او شاهزاده‌ای از خاندان اسپهبد و خواهر سپهبد باوی بوده است.
بر اساس روایاتی که در تاریخ طبری آمده‌است، نیون‌دخت دختری دهقان از اهالی نیشابور بود که به ازدواج قباد درآمد و فرزندش خسرو را زاد. با این حال احسان یارشاطر این داستان دهقان بودن نیوَن دخت را عامیانه می‌داند و آن را رد می‌کند. برخی از منابع نیز او را دختر خاقان هپتالی می‌خواند. ماریا بروسیوس نوشته‌است قباد یکم پس از گریختن از زندان به هپتالیان (هیاطله) که در شرق شاهنشاهی ساسانی قدرتی به هم زده بودند، پناه برد. پادشاه هیاطله او را تحت حمایت خود گرفت و دخترش نیواندخت را به عقد ازدواج او درآورد. در سال ۴۹۹ میلادی قباد با کمک پادشاه هیاطله بر مخالفان خود فائق شد و قدرت را در دست گرفت.